# Океански климат
Океански климат или морски климат по климатичната класификация на Кьопен представлява климат, който е типичен за западните брегове в средните географски ширини на континентите и по принцип включва умерени лета и умерени зими, с относително малка годишна температурна амплитуда. Океанският климат се определя по средната месечна температура, която трябва да е под 22 °C през най-топлия месец и над 0 °C през най-студения месец.
Обикновено липсва сух сезон, тъй като валежите са по-равномерно разпределени през годината. Това е преобладаващият тип климат в голяма част от Западна Европа, Тихоокеанския Северозапад, централно Мексико, югозападна Южна Америка, югоизточна Австралия (включително Тасмания) и Нова Зеландия. В Европа океанският климат прониква много повече към вътрешността, отколкото при другите континенти.
Океанските климати могат да имат значително количество бури, тъй като се намират в поясите на бурните западни ветрове. Много от тях включват чести облачни условия. Годишният диапазон на температурите е по-малък от типичните климати при същите географски ширини, поради постоянните стабилни морски въздушни маси, които преминават в областите на океански климат – при тях липсват както много топли, така и много студени фронтове.

## Валежи
Областите с океански климат обикновено имат облачни условия с валежи, макар да могат да се наблюдават и ясни, слънчеви дни. Типичен пример за океански климат е Лондон. Той търпи постоянни и устойчиви валежи през цялата година. Въпреки това, гръмотевичните бури са доста редки, тъй като горещите и студените въздушни маси рядко се срещат в региона. В повечето области с океански климат валежите падат под формата на дъжд през по-голямата част от годината. Все пак, в някои райони се наблюдава и снеговалеж ежегодно през зимата. Повечето зони с океански климат имат снеговалеж поне веднъж годишно.

## Температура
Общата температурна характеристика на океанския климат включва хладни температури и редки екстремни температури. Според климатичната класификация на Кьопен, океанския климат има средна температура от 0 °C (или -3 °C) или повече през най-студения месец, за разлика от континенталния климат, при който най-студеният месец има средна температура под 0 °C (или -3 °C). Лятото е прохладно, като най-топлият месец има средна температура под 22 °C. Субполярният океански климат (Cfc) има дълги и относително меки зими и кратки и хладни лета. Примери за такъв климат има по крайбрежието на Исландия и Норвегия, Северношотландското възвишение, планинските части на островите Ванкувър и Хайда Гуай в Канада в Северното полукълбо, както и Чили (Пунта Аренас), Аржентина (Ушуая), Тасмания и части от Нова Зеландия в Южното полукълбо. Субтропичният високопланински климат (Cwb) се среща в области от земното кълбо, които се намират около тропиците, и много често е свързван с планинския релеф в тези местности. Въпреки географската им ширина, голямата надморска височина на тези райони означава, че климатът споделя доста характеристики с океанския климат.

## Причинители
Океанският климат не винаги се среща в крайбрежни райони или на точно определена географска ширина. Обаче, в повечето случаи океанският климат е паралелен на океаните при високите средни географски ширини (45 – 60°). В крайбрежните райони при тези ширини, преобладаващият поток на сушата създава основната структура за повечето океански климати. Океанският климат е продукт и отражение на океана в съседство с него. През есента, зимата и началото на пролетта, когато струйното течение е най-активно, честото преминаване на морски системи създава честа мъгла, облачно небе и слаб дъжд, които често се свързват с океанския климат. През лятото високото налягане често избутва преобладаващите западни ветрове на север, при което често се образува сух летен климат (като например при Тихоокеанския Северозапад на Америка).
Северноатлантическият Гълфстрийм, тропическо океанско течение, което преминава на север от Карибския басейн до Северна Каролина, а след това на североизток към Азорските острови, има голямо влияние върху климата в Северозападна Европа. В резултат на това течение, западните крайбрежия при големите географски ширини на Ирландия, Великобритания и Норвегия имат много по-меки зими за географската си ширина, отколкото биха били без течението. Ниската надморска височина в Западна Европа също спомага морските въздушни маси да се придвижват към вътрешността на континента, като по този начин градове като Дрезден, Прага и Виена също могат да имат океански климат, въпреки че се намират далеч от океана.